# Martin Sellner

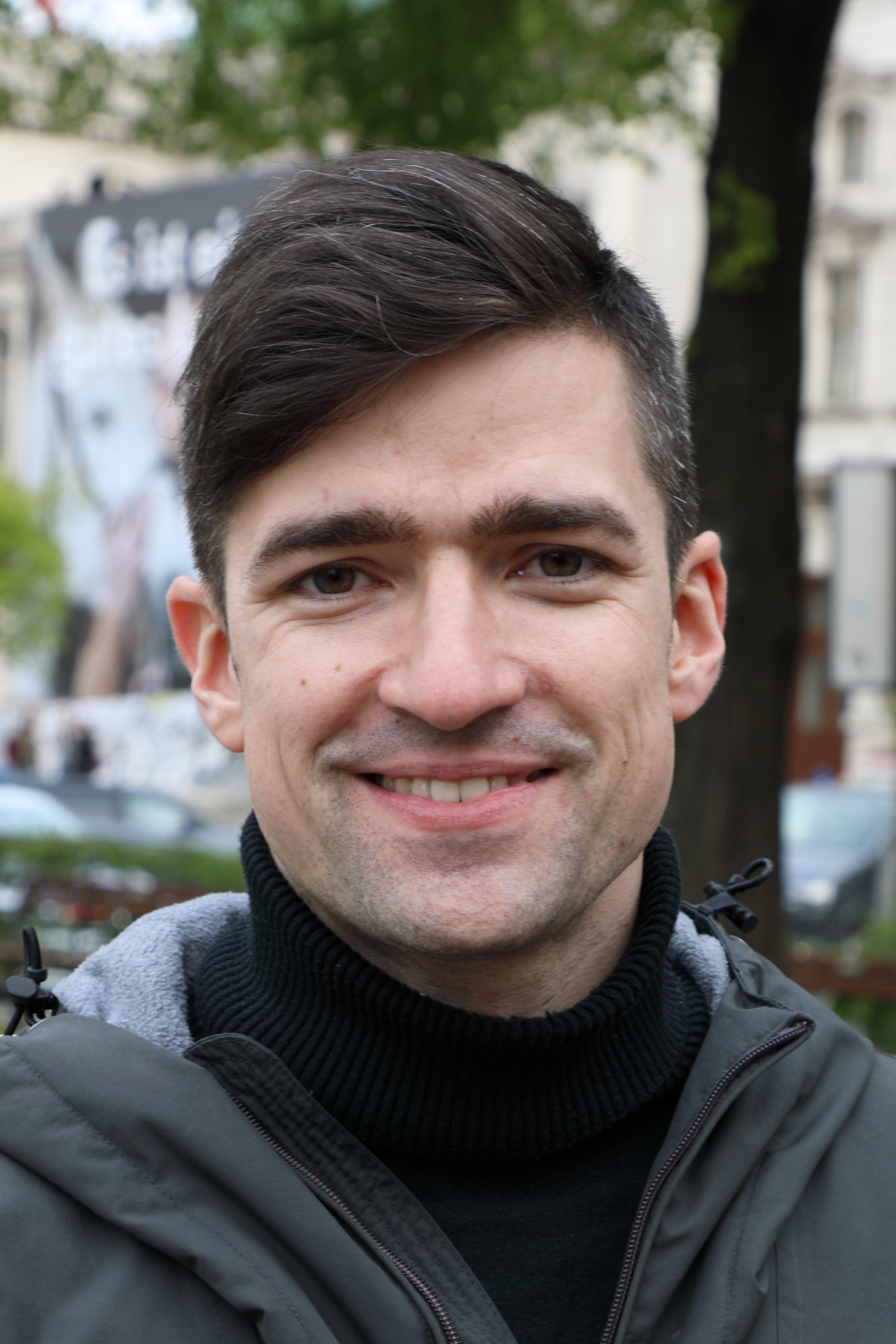
Martin Sellner (2019)

Martin Michael Sellner (* 8. Jänner 1989 in Wien) ist ein österreichischer rechtsextremer Aktivist und Autor. Von 2015 bis 2023 war er Sprecher der Identitären Bewegung Österreich (IBÖ). Er ist auch als Akteur der Neuen Rechten bekannt und propagiert rassistische, völkische und antisemitische Positionen. Mehrere Staaten haben gegen Sellner Einreiseverbote verhängt, darunter Deutschland, die Schweiz, die USA und das Vereinigte Königreich.

## Leben
Sellner wuchs als Sohn eines Homöopathen und einer Englischlehrerin in Baden bei Wien auf. Sellner leistete Präsenzdienst (Grundwehrdienst) beim österreichischen Bundesheer. In Wien studierte er Philosophie mit Bachelor-Abschluss. Das Studium der Rechtswissenschaft brach er ab. Er ist mit der US-amerikanischen Vloggerin der Alt-Right-Bewegung Brittany Pettibone seit August 2019 verheiratet und hat seit 2021 einen Sohn mit ihr.
Als Jugendlicher schloss er sich der Neonazi-Szene an.  Sein Mentor war der verurteilte Holocaustleugner Gottfried Küssel.
Sellner hat einen Onlineshop, der T-Shirts vertreibt. Nach einem Bericht in der Zeitschrift Profil wird er teilweise von Sympathisanten über ein Spendenportal finanziert.

### Soziale Medien
Zur Verbreitung seiner politischen Botschaften nutzte Sellner einen YouTube-Kanal. Von 2017 bis 2019 hatte er 411 Videos hochgeladen. Seit 13. Juli 2020 ist der YouTube-Kanal gesperrt. Wegen mehrmaligen Verstößen gegen die Nutzungsbedingungen wurde er auch auf Instagram und Twitter gesperrt und auf Facebook blockiert. Seither versucht seine Frau Brittany Pettibone, ihn über die sozialen Medien in den USA populär zu machen. Er wich auf einen Telegram-Kanal aus, der im Jänner 2024 rund 65.400 Abonnenten hatte, und veröffentlicht seine Gesprächsvideos auch auf Rumble (1030 Follower im Februar 2024). Auf X (vormals Twitter) wurde Sellners Konto im März 2024 entsperrt.

### Einreiseverbote

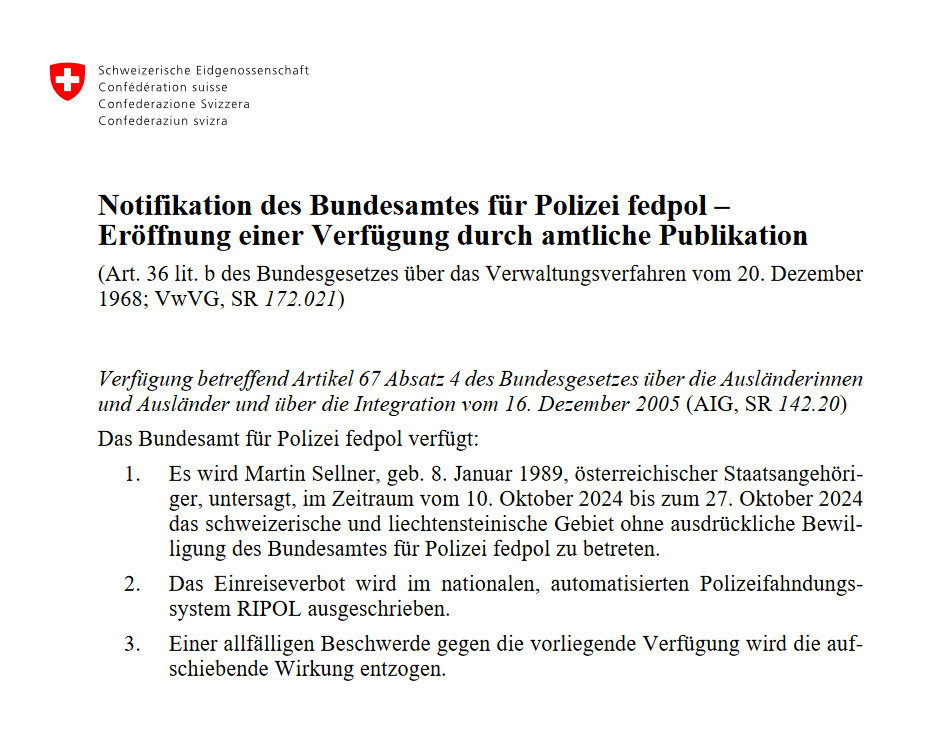
Einreiseverbot publiziert im Schweizer Bundesblatt (2024)

Im Jahr 2018 verweigerten ihm britische Behörden mehrfach die Einreise nach Großbritannien und verwiesen ihn des Landes; im Juni 2019 verhängte das britische Innenministerium schließlich zum Schutz der öffentlichen Ordnung und Sicherheit ein unbefristetes Einreiseverbot gegen Sellner.
Nachdem Sellner eine Spende des Christchurch-Attentäters Brenton Tarrant angenommen hatte, verhängten die Vereinigten Staaten im März 2019 ein Einreiseverbot gegen ihn und entzogen ihm sein Langzeitvisum.
Im März 2024 erhielt Sellner nach einem Entscheid der Stadt Potsdam ein Einreiseverbot nach Deutschland. Der Entscheid erging unter Verweis auf § 6 Abs. 1 FreizügG/EU „aus Gründen der öffentlichen Ordnung und Sicherheit“. Dem Einreiseverbot vorausgegangen waren deutschlandweite Proteste gegen Rechtsextremismus, die sich auf einen in Potsdam gehaltenen Vortrag Sellners zur Remigration bezogen. Infolge eines Eilantrag Sellners gegen dieses Einreiseverbot wurde dessen Vollzug von der Stadt Potsdam im April 2024 ausgesetzt. Das Verwaltungsgericht Potsdam gab dem Eilantrag Ende Mai 2024 mit aufschiebender Wirkung statt; das Einreiseverbot darf somit vorerst nicht vollzogen werden. Laut Gericht erfüllte die Begründung der Stadt Potsdam für das Verbot nicht die „tatbestandlichen Voraussetzungen“ für einen solchen schwerwiegenden Eingriff. Die Verfügung sei nach der im Eilverfahren möglichen Prüfung erwiesen rechtswidrig.
Die Schweiz untersagte ihm im Oktober 2024 temporär die Einreise, nachdem Sellner eine Veranstaltung im Kanton Zürich geplant hatte. Sellner hielt sich nicht an das Verbot und wurde am 19. Oktober 2024 an der Schweizer Grenze festgenommen.

### Politische Aktivitäten
Sellner bezeichnet Götz Kubitschek als wegweisend für seine politischen Aktivitäten. Schon vor seiner Begegnung mit Kubitschek im Jahr 2012 anlässlich eines Kongresses der französischen Identitären hatte er eine Karriere im rechtsextremen Milieu durchlaufen und war ab Mitte der 2000er Jahre in einem neonationalsozialistischen Umfeld aktiv. So kam er u. a. mit dem österreichischen Rechtsextremisten Gottfried Küssel in Kontakt.
Sellner fiel im Jahre 2006 polizeilich auf, als er gemeinsam mit einer anderen Person Hakenkreuz-Aufkleber an der Synagoge im niederösterreichischen Baden anbrachte. Auch Sticker mit einem Hakenkreuz und der Aufschrift „Legalisiert es“ sowie Aufkleber mit einem Wappen und den Buchstaben AJ (für „Arische Jugend“) wurden verwendet. Der Mittäter gab später in einer Vernehmung an, man habe „irgendetwas machen“ wollen, als man von der Verurteilung des britischen Holocaustleugners David Irving gehört habe. Im Rahmen einer Diversion hatte Sellner 100 Stunden gemeinnützige Arbeit am jüdischen Friedhof in Baden abzuleisten.
Im Dezember 2012 gründete er als Student der Philosophie und Rechtswissenschaften zusammen mit Patrick Lenart die Identitäre Bewegung Österreichs (IBÖ). Er wirkte unter Rückgriff auf Alain de Benoist, Armin Mohler und Renaud Camus laut Steven Schäller an der allgemeinen metapolitischen Ausrichtung der Identitären sowie an „der konkreten Ausgestaltung der Begriffe des Ethnopluralismus, der Identität und der Heimat“ mit und trug dazu bei, die ideologischen Feindbilder der IBÖ zu umreißen. Der „Große Austausch“ wurde unter seiner Leitung zum Gegenstand einer Kampagne der IBÖ.
Seit 2015 ist er in dem vom Verleger Götz Kubitschek initiierten rechtsextremen Institut für Staatspolitik und als Autor im dazugehörigen Hausverlag Antaios aktiv. Außerdem betrieb Sellner einen Kanal auf der Videoplattform Youtube mit über 100.000 Abonnenten, welcher im Jahr 2020 ebenso wie sein Twitter-Account vom Betreiber aufgrund anhaltender Verstöße gegen das in den Nutzungsbedingungen geregelte Verbot von Hassreden gelöscht wurde. Das seit 2023 als X benannte soziale Netzwerk hob im März 2024 die Sperre gegen Sellner auf, der seither wieder twittert.
Bis Anfang 2023 war Sellner Co-Chef der rechtsextremen Identitären Bewegung Österreich und war 2017 maßgeblich an deren Aktion Defend Europe beteiligt. Ferner ist er Mitbegründer des rechten Trollservers Infokrieg und war bei dessen Nachfolger Reconquista Germanica prominentes Mitglied.
Am 25. November 2023 nahm Sellner mit weiteren Rechtsextremisten am Treffen in Potsdam teil. Dort geladen waren u. a. Mitglieder der AfD (so wohl auch Roland Hartwig, damals persönlicher Referent Alice Weidels) sowie Mitglieder der CDU und des Vereins Werteunion. Laut Recherchen von Correctiv trug Sellner dort einen „Masterplan zur Remigration“ vor, auf dessen Anstoß über die Vertreibung von Ausländern und deutschen Staatsbürgern mit „ausländischen Wurzeln“ aus Deutschland beraten wurde.
Wie Recherchen der Augsburger Allgemeinen ergaben, hatte Sellner laut dem Präsidenten des bayerischen Verfassungsschutzes Burkhard Körner bereits zwei Wochen zuvor in Dasing sein „Remigrations“-Konzept vor eigenen Anhängern und AfD-Mitgliedern (laut Augsburger Allgemeine darunter die Mitglieder des Bayerischen Landtags Franz Schmid und Daniel Halemba) vorgestellt. In der Folge hat die Stadt Potsdam „[…] das rechtsstaatliche Verfahren zum Entzug der Freizügigkeit gegen den österreichischen Staatsbürger Martin Sellner begonnen“, das Sellner schon im Vorhinein bekanntgab, zu bekämpfen.
Am 16. März 2024 hielt Sellner in Tegerfelden im Schweizer Kanton Aargau einen Vortrag auf Einladung der rechtsextremen Jungen Tat. Der Inhaber des Veranstaltungsortes hatte die Nutzung der Räumlichkeiten untersagt und die Polizei informiert. Sellner erhielt von der Kantonspolizei Aargau zur Gewährung der öffentlichen Sicherheit eine Wegweisung aus dem Kanton und musste diesen umgehend verlassen.
Im Juli 2024 geriet Sellner medial erneut in die Schlagzeilen, als er im Rahmen einer Lesereise seines Buchs Remigration. Ein Vorschlag ankündigte, in mehreren deutschen Städten interne Veranstaltungen abzuhalten. Mehrere Städte wehrten sich jedoch gegen Sellners angekündigte Auftritte und in mehreren Städten, wie Marburg, Pforzheim oder Saarbrücken wurden Demonstrationen gegen Rechtsextremismus abgehalten. Die Stadt Marburg forderte für Sellner sogar ein Einreiseverbot. Sellners Lesungen fanden mitunter in Gladenbach und Borg statt, was teils große polizeiliche Aufgebote in den Städten zufolge hatte.

## Positionen
Sellner vertritt laut Der Spiegel rassistische, laut Profil völkische und laut der Jüdischen Allgemeinen antisemitische Positionen.
Eine „kranke Ideologie der Gleichheit“ versuche, so Sellner 2013, die Menschheit zu „vereinheitlichen“. Auch in der Geschlechterpolitik führe eine derartige „Ideologie“ zu „einem androgynen, formlosen, typenlosen Einheitsmenschen“; letztendlich gebe es dann „keine echten Männer und keine Frauen mehr“.
Für Sellner ist ein Volk eine gegen alles Fremde abgegrenzte Abstammungsgemeinschaft ebenso wie eine Sprach- und Kulturgemeinschaft. Jeder einzelne Mensch befinde sich, wie er 2016/2017 äußerte, in einem „Körper, dessen kleinste Makel und Stärken aus der Lebensführung endloser Ahnenketten in einer Sprach- und Kulturwelt aus dem tagtäglichen Gebrauch unserer Vorfahren entstanden und gewachsen“ seien. Diese Ausführungen basieren auf der Vorstellung, dass Menschen nur als Produkte des ethnokulturellen Kollektivs existieren. Ein Beitritt entzieht sich somit völlig dem freien Willen und lässt sich laut Sellner „nicht mit willkürlichen Entscheidungen und bloß juristischen Feststellungen bewerkstelligen“.
Auf seinem Telegram-Kanal teilte Sellner seinen Abonnenten mit, dass der „Widerstand […] keinen Soros, keine EU-Fördergelder“ habe, „sondern nur euch“. Vor dem Hintergrund, dass Soros innerhalb der Neuen Rechten als „Strippenzieher des Kapitals“ und Initiator des vermeintlichen „Großen Austauschs“ gilt, schreiben Stegemann/Musyal, dass Sellner mit „genau diesen strukturell antisemitischen Klischees“ spiele, „um eine aufrechte Gemeinschaft des Widerstands zu konstruieren und Identifikation zu erzeugen“.
Sellner stellte einen Zusammenhang zwischen der Ausbreitung des SARS-CoV-2-Virus und Migration her. Insbesondere würden sich, so Sellner, Zugewanderte nicht an die Corona-Regeln halten. Sellner beteiligte sich zudem an Kundgebungen gegen die Corona-Maßnahmen.

## Sonstiges

### Verbindungen zum rechtsextremen Massenmörder Brenton Tarrant
Nach dem Terroranschlag auf zwei Moscheen in Christchurch am 15. März 2019 wurden Vorwürfe der Beteiligung an einer terroristischen Vereinigung gegen Sellner und die Identitären erhoben, da Sellner am 5. Jänner 2018 von dem australischen Rechtsterroristen Brenton Tarrant eine Spende in Höhe von rund 1500 Euro erhalten hatte. In Interviews distanzierte sich Sellner von dem Attentäter und erklärte, mit dem Anschlag nichts zu tun zu haben; er teilte mit, mehrfach mit ihm Kontakt gehabt zu haben.
Seitdem prüft Österreichs Bundesregierung ein Verbot der Identitären. Im Mai 2019 wurde bekannt, dass Sellner mit dem späteren Massenmörder Brenton Tarrant von Jänner bis mindestens Juli 2018 Mailkontakt hatte und sie sich gegenseitig zu einem Besuch in ihre Länder einluden. Sellner hatte Tarrant nach Wien zu einer direkten Begegnung eingeladen und ihm Aufnahme bei Identitären angeboten. Tarrant hatte Sellner als Verbündeten in einem internationalen Netzwerk angeredet: „Es wird ein langer Weg bis zum Sieg sein …“ Sellner warb für seinen YouTube-Kanal, den Tarrant als „fantastisch“ lobte. Einen Tag nach Sellners letzter Mail im Juli 2018 buchte Tarrant eine Reise nach Österreich und einen Mietwagen dafür.

#### Rechtswidrige Hausdurchsuchung bei Sellner
Sellner löschte diesen E-Mail-Austausch im März 2019 Stunden vor einer Hausdurchsuchung, doch die Ermittler fanden Screenshots davon auf seinem Laptop. Darum stufte Österreichs Verfassungsschutz Sellner als „dringend tatverdächtig“ ein, „Mitglied eines bis dato nicht näher verifizierbaren international agierenden terroristischen Netzwerks zu sein“.
Das Oberlandesgericht Graz erklärte die Hausdurchsuchung im Dezember 2019 für rechtswidrig, „weil der konkrete Tatverdacht gegen ihn nicht ausreichend gegeben war.“

#### Einstellung der Ermittlungsverfahren
Die Staatsanwaltschaft Graz stellte die seit März 2019 laufenden Ermittlungsverfahren gegen Sellner im Jänner 2021 (Vorwurf Beteiligung an einer terroristischen Vereinigung) bzw. August 2021 (Vorwürfe Untreue und Betrug) ergebnislos ein.

### Mitgliedschaft in Korporationen
In der rechtsextremen schlagenden Verbindung Wiener akademische Burschenschaft Olympia erfolgte eine weitere politische Sozialisierung, welcher er während seines Studiums in Wien bis spätestens 2016 angehörte.

### Tatort-Folge
2020 wurde die Tatort-Folge National feminin ausgestrahlt, in der es um eine rechte Organisation namens „Junge Bewegung“ ging, angelehnt an die Identitäre Bewegung. Die Figur Felix Raue – am Ende als Mörder an einer rechten Studentin überführt – besitzt dabei eine optische Ähnlichkeit mit Sellner. Von Seiten der Neuen Rechten, insbesondere der Identitären, wurde in sozialen Netzwerken der Folge daher vorgeworfen, staatliche Propaganda und linksextrem zu sein.

## Rezeption
Die Fachautoren für Rechtsextremismus Julian Bruns und Natascha Strobl, Führungsmitglied der Offensive gegen Rechts, halten die Herkunft Sellners aus dem Milieu des Nationalen Widerstands für eine beispielhafte Verwurzelung der „Identitären“ im Neonazismus. Im Jahre 2009 wohnte er der Ehrenbekundung am Grab des Jagdfliegers der Wehrmacht Walter Nowotny bei, das als Anlaufstelle für „Gesinnungsgenossen“ (Hans-Henning Scharsach) von Neonazis gilt. In diesem Zusammenhang bezeichnete ihn die Journalistin und Publizistin Nina Horaczek als „Rechtsextremisten“. Sellner gehörte laut dem Politikwissenschaftler Hajo Funke „zum Umfeld“ der von 2009 bis 2011 aktiven neonazistischen Website Alpen-Donau.info um den Holocaustleugner Gottfried Küssel, in dessen Kreisen er verkehrte. Sellner bestätigte, früher zum näheren Umfeld von Küssel gehört zu haben. Er habe sich damals in einer „überschwänglichen pubertären Phase“ befunden. Nach der Stilllegung von Alpen-Donau.info fand er „mit seinen Getreuen in den ‚Identitären‘ seine neue politische Heimat“, so Funke. Der deutsche Historiker Michael Wildt nimmt Bezug auf Sellners Wertschätzung der großen Zwangsmigrationen im Europa der Zwischenkriegszeit, die ethnisch homogene Siedlungsblöcke schufen. Wildt fragt, ob Sellner konsequenterweise auch die Flucht und Vertreibung Deutscher aus Mittel- und Osteuropa 1945–1950 gutheißt, was „für einen Rechten bemerkenswert“ wäre.

## Veröffentlichungen
- Remigration: Ein Vorschlag. Verlag Antaios, Steigra 2024, ISBN 978-3-949041-55-6.
- Regime Change von rechts. Eine strategische Skizze. Verlag Antaios, Steigra 2023, ISBN 978-3-949041-54-9.
- Mit Martin Lichtmesz: Bevölkerungsaustausch und Great Reset (= Kaplaken. Band 80). Verlag Antaios, Steigra 2022, ISBN 978-3-949041-80-8.
- Identitär! Geschichte eines Aufbruchs. Verlag Antaios, Schnellroda 2017, ISBN 978-3-944422-94-7.
- Mit Walter Spatz: Gelassen in den Widerstand. Ein Gespräch über Heidegger (= Kaplaken. Band 47). Verlag Antaios, Schnellroda 2015, ISBN 978-3-944422-47-3.